# 許一星
許一星（1549年—？），字拱辰，福建興化府莆田縣人，匠籍，明朝政治人物。

## 生平
萬曆元年（1573年）癸酉科福建鄉試第六名，萬曆二年（1574年）甲戌科會試第二十四名，登二甲第三十七名進士。曾官廣東瓊州府知府。

## 家族
曾祖許永中；祖父許德光；父許廷庸。母戴氏。具庆下。弟一雷、一龍。